# محطة الملائكة (فلم)
محطة الملائكة هو فيلم مغربي درامي من إخراج هشام العسري ونرجس النجار ومحمد مفتكر سنة 2010، وبطولة كل من سناء عكرود، سناء علوي، نادية النيازي، وآخرين.

## القصة
يسلط الفيلم الأضواء على موضوع حساس لدى عموم المغاربة، هو مرض «السيدا»، رُصدت بعيون كاميرات ثلاث، وارتدى العمل بالتالي ثلاث حلل تحمل توقيع وبصمات ثلاثة مخرجين أنجزوا هذا العمل الجماعي في خطوة تعد الأولى في المسار السينمائي بالمغرب.

## روابط خارجية
- مقالات تستعمل روابط فنية بلا صلة مع ويكي بيانات